# Воајеризам
Воајеризам означава доживљавање сексуалног задовољства у потајном посматрању сексуалних односа, нагог тијела, доњег веша, или било чега другог што посматрач налази за сексуално привлачно. Ово уживање постаје поремећај тек ако закочи даљи развој сексуалног живота и, уместо да припреми пуни генитални однос, постаје замена за њега. Ријеч је настала од латинске ријечи „voir“, што значи „гледати“, и буквални превод од „воајер“ би било „посматрач“, уз пежоративни призвук.
По Дијагностичком и статистичком приручнику за менталне поремећаје, одређене воајерске потребе, фантазије и понашања се сврставају у парафилије.

## Правно становиште
У неким друштвима воајеризам се сматра исквареним понашањем или чак сексуалним злочином. У Уједињеном Краљевству воајеризам без сагласности свих страна се од 1. маја 2004. године сматра сексуалним прекршајем. У неким друштвима, међутим, воајеризам се може толерисати у зависности од околности (нпр. адолесцентско „вирење кроз кључаоницу“ или, у Енглеској, „шпијунирање парова у парку“ исл.). Воајери су обично мушкарци, иако има и случајева жена. У случају „Р против Тарнера“ из 2006. године, брањеник је био управник спортског центра који је снимио четири жене за вријеме туширања. Иако ништа није указивало да је оптужени показивао дотични снимак другима или дијелио другима, он је осуђен као крив, и након жалбе и изражавања кајања, жалбена комисија је ипак потврдила пресуду од 9 мјесеци затвора, да би одразила озбиљност злоупотребе повјерења и трауматичног искуства жртава.
У Канади, у случају „Фреј против Федорука“ из 1947. године, Врховни суд Канаде је одлучио да се воајеризам не може сврстати у нарушавање реда и мира, а једино скупштина је могла оповргнути ту одлуку. То се десило тек 2005. године, када се Канадском кривичном закону додао члан 162. по којем се воајеризам сматра сексуалним прекршајем.
Особе које су склоне воајеризму, често могу имати и склоност ка насиљу. Тако, воајери често могу посједовати карактеристике које су уобичајене, мада не и свеобухватне, за сексуалне преступнике свих врста, укључујући садистичке и насилне преступнике, а те карактеристике су: пажљивост, методично планирање посвећено одабиру и припремању опреме, посвећеност детаљима.
У Сједињеним Америчким Државама, видео-воајеризам има статус преступа у 9 савезних држава. Такав статус је проузрокован случајем Сузан Вилсон, коју је снимао њен сусјед, по чему је 2002. године снимљен филм „Видео воајер“ (Video Voyeur). У Сједињеним Америчким Државама статути о воајеризму су повезани са законом о нарушавању приватности, али се посебно односе на незаконито скривено надгледање без дозволе и незаконито снимање укључујући и емитовање, дистрибуцију, објављивање или продавање снимака који укључују мјеста и тренутке када је особа основано очекивала приватност и основану претпоставку да није фотографисана нити снимана „икаквом механичким, дигиталним или електронским уређајем, камером или било каквим инструментом способним за снимање, чување и преношење слика који може бити коришћен за посматрање особе“.
Неке установе, попут школа и спортских сала, забраниле су мобилне телефоне са фото-апаратима због нарушавања приватности у свлачионицама. У Саудијској Арабији мобилни телефони са фото-апаратима су у једном периоду били забрањени у цијелој држави, али се продаја поново дозволила 2004. године. У Јужној Кореји по закону сви мобилни телефони морају пустити гласан звук кад се њима фотографише.